# Kayangel

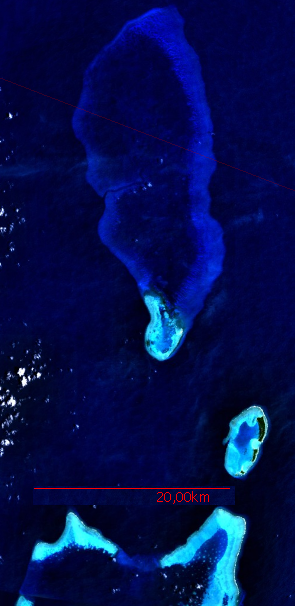
Kayangelatollen i mitten

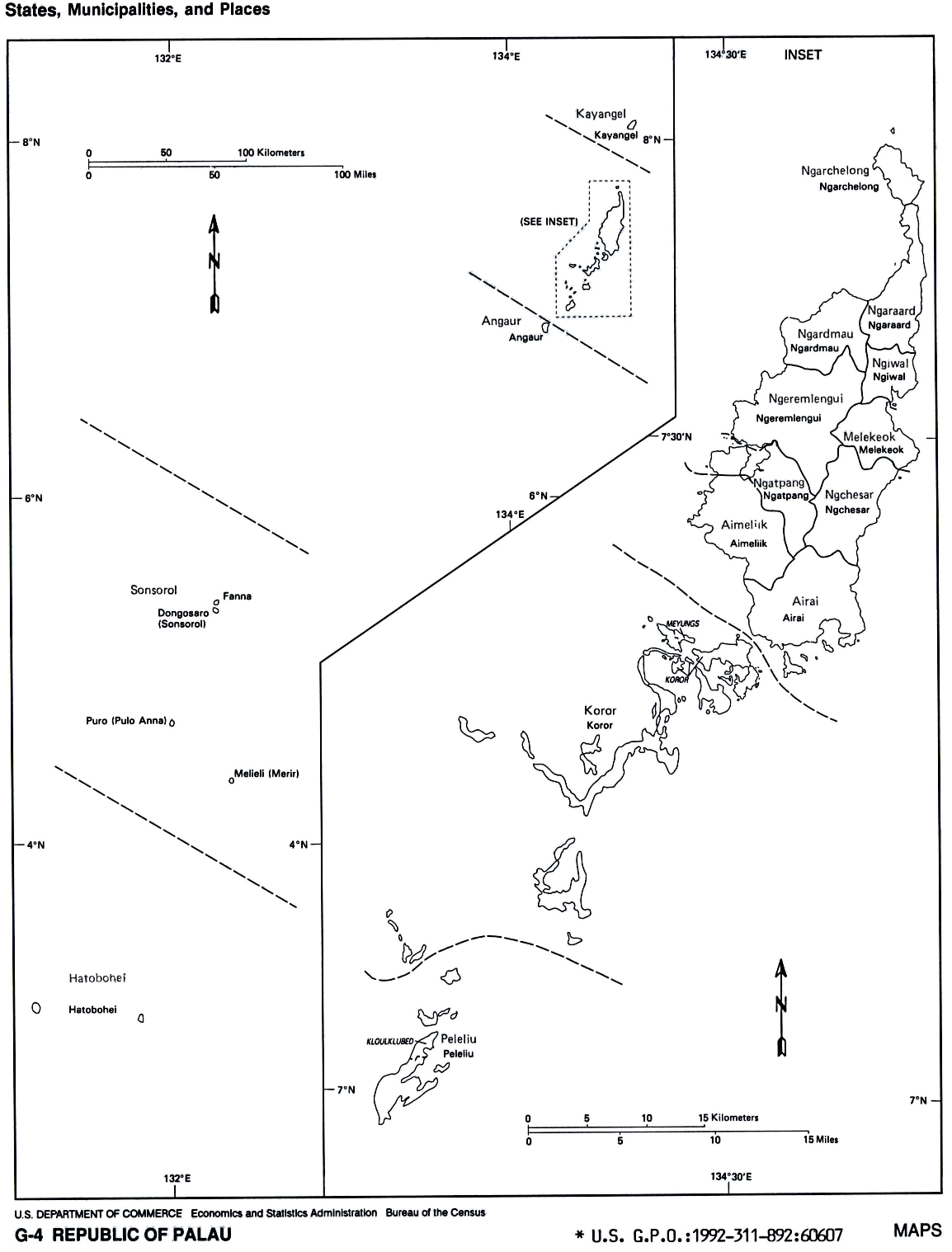
karta over Palaus delstater

Kayangel eller Kayangelatollen (även Ngcheangel och Ngajangel) är en ögrupp och delstat i Palau i västra Stilla havet.

## Geografi
Kayangel (Kayangel-Island) är namnet på själva ön vilken ligger cirka 35 km norr om Babeldaob. Geografiskt ligger ön bland Karolinerna i Mikronesien. De geografiska koordinaterna är 08°04′ N och 134°42′ Ö. Ön har en areal på cirka 0,98 km².
Kayangelatollen (Kayangel-Atoll) är ögruppen med huvudön Kayangel och övriga öar inom korallrevet
- Ngeriungs Islet, cirka 0,27 km², obebodd
- Ngerebelas Islet, cirka 0,12 km², obebodd
- Orak Islet, cirka 0,01 km², obebodd

Kayangel-State är delstaten som består Kayangelatollen och
- Ngaruanglrevet, cirka 9 km nordväst om huvudatollen, landmassa cirka 0,02 km².
- Velascorevet, cirka 35 km norr om huvudatollen, ingen landmassa.

Öarna är låga korallöar och har en sammanlagd areal om cirka 1,40 km².
Befolkningen i Kayangel-state uppgår till cirka 138 invånare som alla bor på huvudön. Huvudorten utgörs tillsammans av de totalt fem byar
- Orukei
- Dilong
- Doko
- Olkang
- Dimes

på huvudöns västra del.
Öarna kan endast nås med fartyg då de saknar flygplats.